# Philodromus auricomus
Philodromus auricomus este o specie de păianjeni din genul Philodromus, familia Philodromidae, descrisă de L. Koch, 1878. Conform Catalogue of Life specia Philodromus auricomus nu are subspecii cunoscute.